# 서면 (부산)

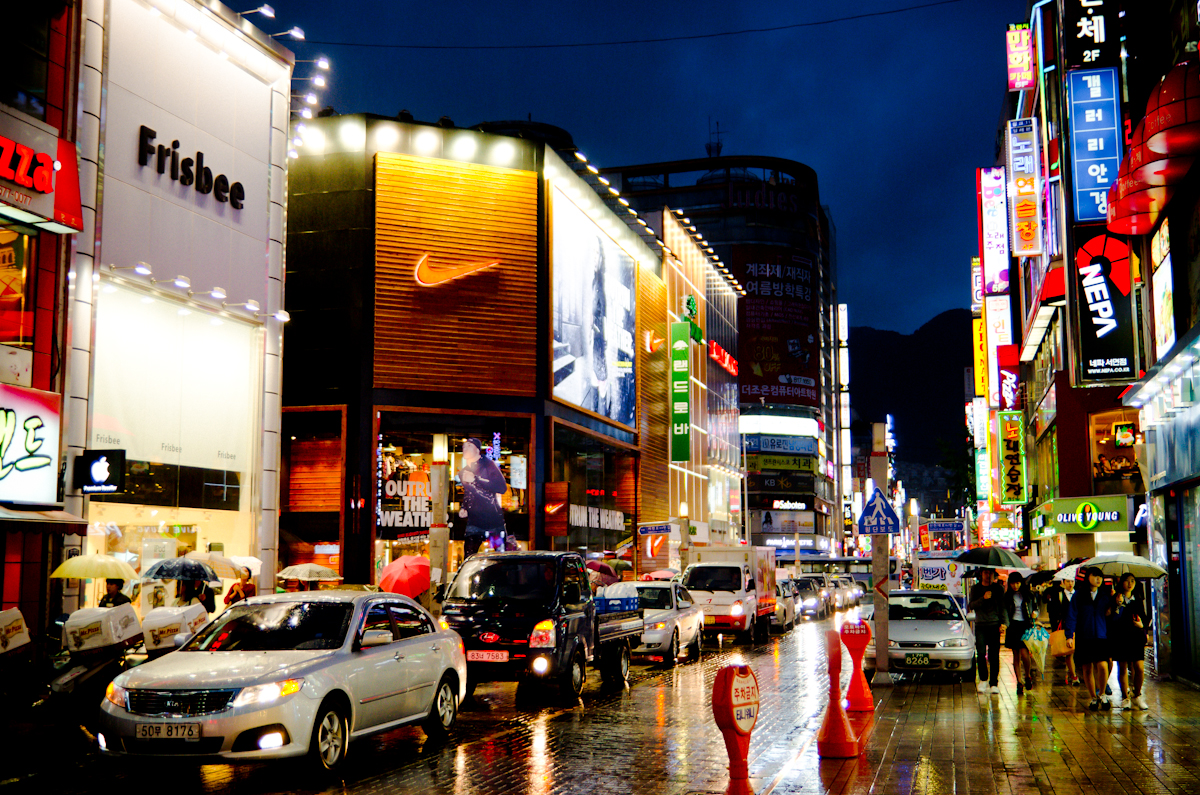
서면 일대

서면(한자:西面, 경상어:써멘) 은 대한민국 부산광역시의 도심으로, 부산진구 부전동을 중심으로 전포동 일대까지 각종 상업시설과 금융기관, 의료기관, 교육기관 등이 밀집해 있는 부산광역시 최대의 번화가이다. 부산광역시 도시계획의 2도심 중 하나로, 행정·업무·금융·상업중심의 중추기능을 담당하고 있으며 각종 대중교통 노선과 도로가 이곳을 중심으로 발달돼 있다. 도시철도 1호선과 2호선이 만나는 서면역과 롯데백화점·호텔, 부산글로벌빌리지가 위치해 있고, 도시철도와 연계된 서면몰(서면지하상가)와 부전몰(부전지하상가), 서면1번가 등에 상업지구가 위치해 있다. 부전역 인근에 위치한 과거 하야리아부대 부지에는 부산시민공원이 개장하였다. 과거 서면에는 부산롯데월드도 있었다.

## 위치
지리적으로 부산광역시의 중심에 위치하고 있는 서면은 서면교차로를 중심으로 행정구역상 부산진구 부전동과 전포동 일대가 해당되며, 넓게는 범천동이나 범일동까지도 서면 권역에 포함된다. 대개 서면 지역은 서쪽으로 롯데백화점 부산본점이나 부암역까지, 동쪽으로는 NC백화점 서면점, 남쪽으로는 교보문고, 북쪽으로는 부전역 일대까지를 이른다. 동서고가도로 등 각종 도로와 철도가 집중되는 지역이며 도시철도, 버스 등 대중교통의 결절점으로 기능하고 있다.
도시계획상 남쪽으로는 광복동 원도심과 연결되고, 북쪽으로는 동래 부도심과 연결되며 서쪽으로는 사상 부도심, 동쪽으로는 해운대 부도심과 연결된다.

## 상업지역

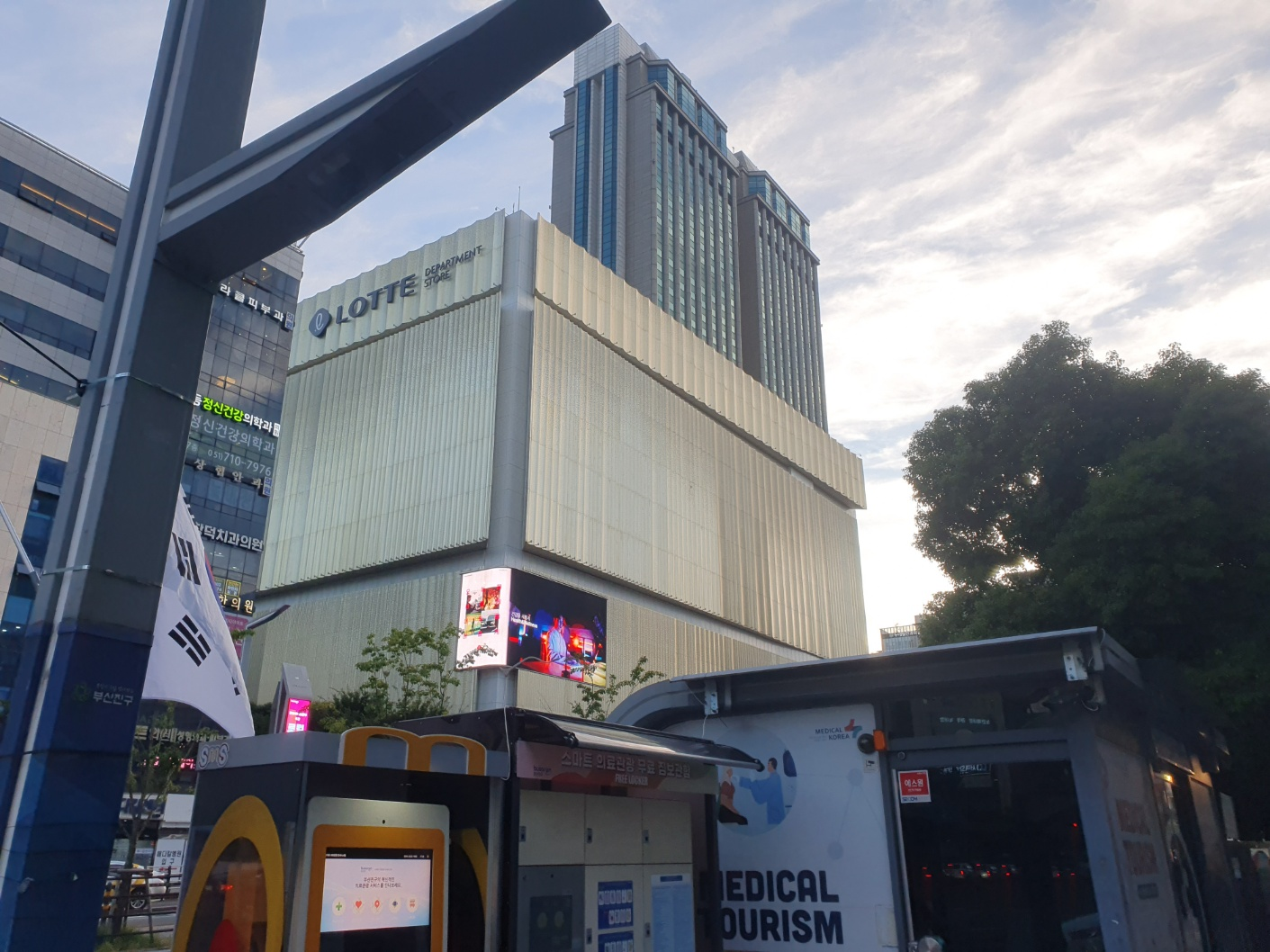
부산 서면 롯데백화점

서면 일대는 광범위한 지역을 이르는 만큼, 기능별로 특정 지역을 구분하여 일컫는 경우가 많다.

### 서면 1번가
서면 1번가는 서면 금강제화에서 메가박스 서면에 이르는 거리 좌측으로, 주로 주점 등 유흥가가 위치해 있다. 1980년대 중반 젊은층의 거리로 형성되었으며, 1990년대 초반 한 때 업소 수가 250여 곳에 이르게 되면서 상가번영회가 상징성을 부각하기 위해 이 때부터 서면 1번가로 부르기 시작한 것이 현재에 이르고 있다. 2005년 3월경부터 주말과 공휴일에는 차 없는 거리가 조성되었다.

### 서면복개천과 서면시장
서면복개천은 서면 일대를 가로지르던 동천을 복개하여 형성된 도로 인근을 의미한다. 즉 롯데백화점 부산본점에서 메가박스 서면에 이르는 거리로, 주로 식당가가 위치하고 있다. 또한 복개천에서 중앙대로 방향에 위치한 서면시장 뒤편에는 국밥집이 줄지어 있어 돼지국밥으로 유명하다.

### 서면특화거리

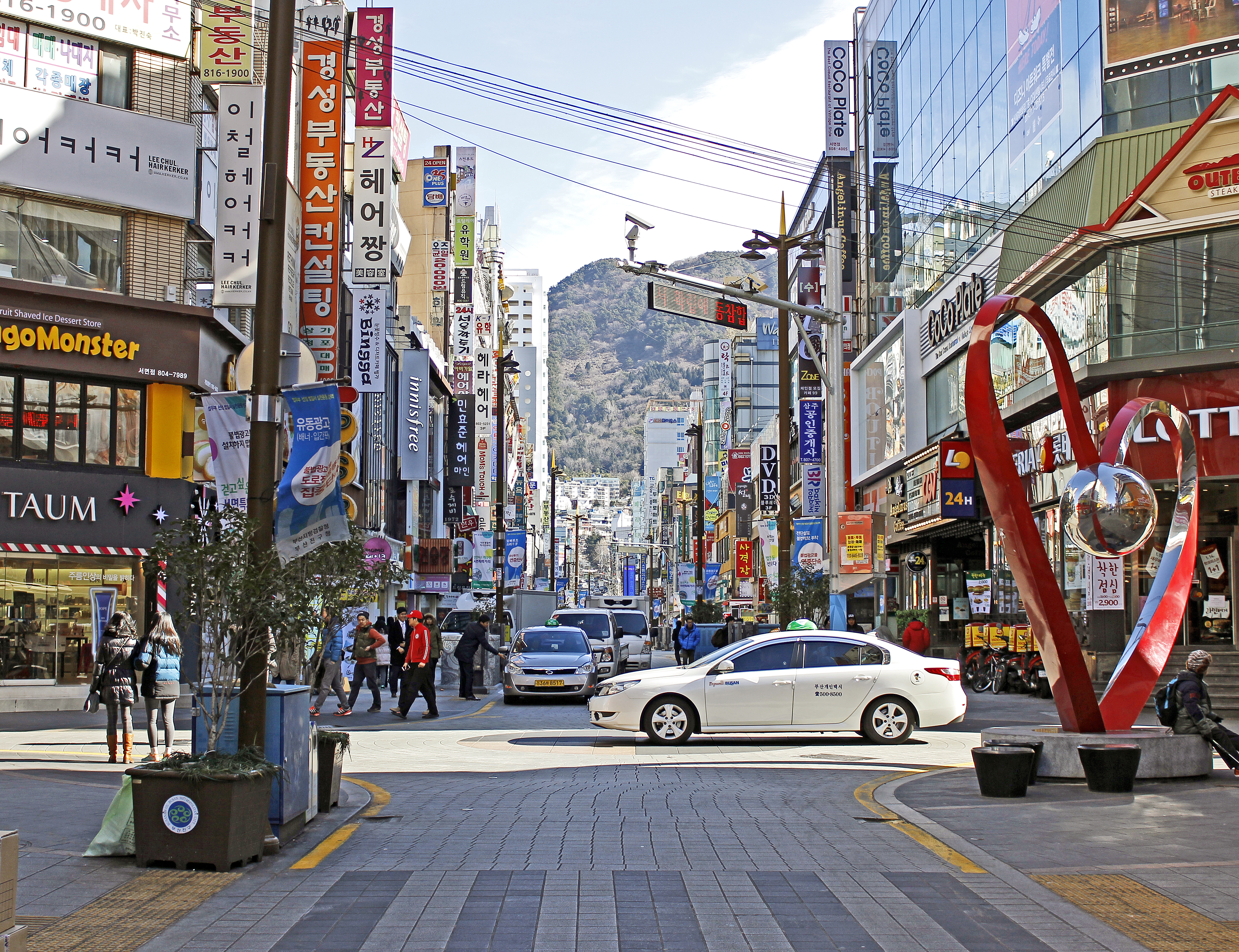
서면특화거리

쥬디스태화 인근 지역으로 특히 젊은 층의 유동인구가 많은 곳이다. 2013년 1월까지 이 지역의 정비를 시작해 쥬디스태화에서 동보프라자까지 젊음의 거리, 옛 철물·공구상가의 음식거리, 고시학원이 밀집된 학원거리 등으로 특화하였고, 무대 조명타워, 무빙라이트, 대형 상징문주, 아트로드 등 특화된 거리를 조성했다. 상인회는 유명DJ와 연예인을 초청해 매달 마지막 주 금요일에 클럽음악 축제인 "뮤직페스티벌"을 연다. 특화거리는 유동인구가 많아 각종 집회 및 시위가 열리는 거리이기도 하다. 서면 특화거리 인근인 옛 밀리오레에서 더샵 센트럴스타까지의 동천로는 앞으로 도심 대중교통 전용지구가 설치될 예정이다

### 부전마켓타운
서면교차로에서 부전역 인근까지의 지역에는 서면종합시장, 부전시장, 부전인삼시장, 부전종합상가, 부산전자종합시장 등 시장이 6개가량 밀집해 있다. 서면종합시장과 부전시장의 경우 한국전쟁 이후 각지에서 몰려온 피난민들이 터를 잡으면서 형성된 시장이며, 부전역을 통해 들어온 농산물과 수산물이 집결해 번성했다. 부산전자종합시장의 경우 1970년대 설립되어 한때 영남권 최대의 전자기기 시장으로 기능했다. 2006년에는 인근 6개 시장이 연합, 부전마켓타운을 형성하여 재래시장 활성화를 꾀하고 있다.

### 지하상가
도시철도 서면역을 중심으로 각각 부전역과 범내골역, 롯데백화점 방향으로 세 곳의 지하상가가 형성되어 있다. 1호선 부전역 방향으로는 서면지하상가, 1호선 범내골역 방향으로는 대현프리몰이 위치해 있고, 2호선 부암역 방향으로 롯데백화점까지는 롯데지하상가가 위치해 있다. 지상의 도로에는 횡단보도가 없고 도시철도역과 연계되어 유동인구가 많은 곳이다.

### 서면 메디컬 스트리트
서면교차로에서 롯데호텔 인근까지 가야대로 양 옆으로 안과, 치과 등 많은 병· 의원들이 위치한다. 특히 성형외과가 집중적으로 몰려 있어, 가까운 일본· 중국 등지에서 성형을 위해 많은 외국인이 방문한다.
이외에 서면교차로에서 북쪽으로는 부전역, 남쪽으로는 범일동 현대백화점, 한국거래소까지 업무용 빌딩가가 형성되어 있다.

### 서면 삼정타워
지하 6층과 지상 16층 규모로 복합 쇼핑몰이 구성되어 있다.

## 공공시설
서면은 업무와 금융, 상업시설이 밀집된 지역으로 공공시설은 주거지역에 비해 부족한 편이다. 그러나 상업지구가 번성하기 전, 종래부터 위치했던 시립부전도서관은 상업지구 번성 후에도 지속적으로 해당 위치에서 운영중에 있으며 현재는 내년 상반기를 목표로 서면교차로에서 반경 1km 이내에 전국 최대의 도심광장과 시민공원이 조성중에 있다.

### 시립부전도서관
옛 밀리오레에서 동천로를 이용, 더샵 센트럴스타 방향으로 위치한 시립부전도서관은 1982년 4월 설립되었으며, 부전동에서 동년 8월에 개관하여 현재에 이르고 있다. 장서는 2013년 9월 30일 현재 도서 254,564권, 비도서 10,657부를 보유하고 있으며 연속 간행물은 신문과 잡지 각각 115부, 673부 보유중이다. 연중 평생학습프로그램을 실시중이며, 부전도서관 외에 신개금LG아파트에 작은도서관을, 전포역에 도시철도 북카페를 운영중이다. 매월 3, 4주차 월요일과 국경일, 정부지정공휴일에는 휴관하며 이용시간은 일반열람실의 경우 07:00부터 23:00까지지만, 다른 실은 실별로, 요일별로 상이하다.
지하 1층, 지상 2층의 도서관 건물은 부산광역시에서 가장 오래된 도서관 건물로, 1962년에 완공되어 부산시립도서관이 사용해 왔다. 1901년에 홍도회 부산지부에서 운영하던 도서관을 모태로 하는 부산시립도서관은 동광동 구 교육청사에 있다가 1962년 부전동으로 이전하였으며, 1982년 초읍으로 이전하기까지 현 부전도서관 건물이 20년간 활용되어 왔다.

### 부산시민공원
부산진구 범전동과 연지동 일대 약 16만평의 부지에 조성하기로 계획된 국내 최대의 도심 공원이다. 2005년 5월부터 구상 및 설계를 시작하여 현재 공원시설을 조성하였으며 2014년 4월 개장 되었다. 서면교차로에서는 1km가량 떨어져 있다.
부산시민공원이 조성중인 지역은 1950년 9월 이래 부산에 주둔하던 미합중국 군대 하야리아 부대가 분산, 재배치되면서 2010년 1월에 다시 부산광역시로 반납한 지역이며, 서면에 인접한 도심에 위치하여 활용도가 높은 곳이었다. 역사적으로 일제강점기인 1930년대에는 경마장으로, 제2차 세계대전 당시 일본제국 군대의 훈련장과 야영지로 사용되었으며 광복 이후에는 주한 미군기지 사령부가 위치하다가 1948년 대한민국 정부 수립 후 철수하여 미국 영사관과 유엔 산하기구가 사용하였다. 이후 한국전쟁이 발발하면서 주한미군 부산기지 사령부가 설치되어 사용해 왔다.

### 송상현광장
서면에서 시청 방향으로 이어지는 삼전교차로에서 송공삼거리까지 34,740m²가량의 부지에 조성중인 국내 최대의 도심광장이다. 서울 광화문광장보다 84%가량 더 넓다. 이 지역은 가변차로제가 시행중인 상습 교통정체 구간으로, 광장을 가운데에 둔 채 좌우로 도로를 넓혀 현재 왕복 8차로에서 12차로로 확장할 예정이다. 2010년 공모 및 설계를 시작하여 2013년 10월까지 도로확장 완료 후 현재 공원 조성중에 있으며, 잔디광장, 실개천, 산책로, 송상현 동상 기념광장, 바닥분수, 편의시설 등이 들어선다. 2014년 5월에 개장 예정이다.
송상현광장의 명칭은 시민공모를 통해 결정되었다. 2012년 4월에 시민공모를 통해 569개의 명칭을 접수하였고, 전문가가 참여한 명칭선정위원회에서 '송상현광장, 모너머광장, 시민의 뜰'의 3개로 압축했다가 2012년 11월 5일 시정조정위원회에서 송상현광장으로 최종 결정하였다. 왜적의 침입에 결사 의지로 항전한 송상현 동래부사의 애국심을 기리는 차원에서 결정되었으며, 특히 광장에 송상현 동상이 세워져 있는 것도 고려되었다. 송상현 동상은 서면에서 양정 방향의 송공삼거리에 세워져 있다.
충렬공 송상현(宋象賢)은 조선 중기의 문신이자 작가이며, 임진왜란 당시의 장수였다. 동래부사로 임진왜란 초기 동래성 전투에서 고니시 유키나가가 이끌던 군대와 교전하다가 성이 함락될 위기에 처하자 갑옷 위에 관복을 입고 북쪽의 임금께 절을 올리고 성문 누각에 단정히 앉은 채 피살되었다. 적장은 그의 충절에 탄복하여 송상현을 살해한 자기 부하를 죽이고, 소 요시토시 등의 일본 장수가 그의 충렬을 기려 동문 밖에 장사를 지내 주었다 한다. 현재 송상현을 기리기 위해 부산에는 위패를 모신 충렬사와 순절한 누각에 설치한 제단인 송공단이 있고, 묘소가 있는 충청북도 청주에도 위패를 모신 충렬사가 있다.

### 놀이마루
놀이마루는 부산중앙중학교 구 교사에 들어선 청소년문화센터이다.

## 주변교통
서면을 중심으로 각종 도로와 철도 등이 연결되어 있어 상시 교통량이 많지만, 도시 내 각 지역 및 타 도시와 쉽게 연결된다. 또한 대중교통 노선이 집결된 지역으로 부산 지역 최대의 도시철도 환승역과 시내버스 환승센터가 위치해 있다. 더불어 롯데호텔과 김해국제공항이 연계된 교통편도 다수 경유한다.

### 도로

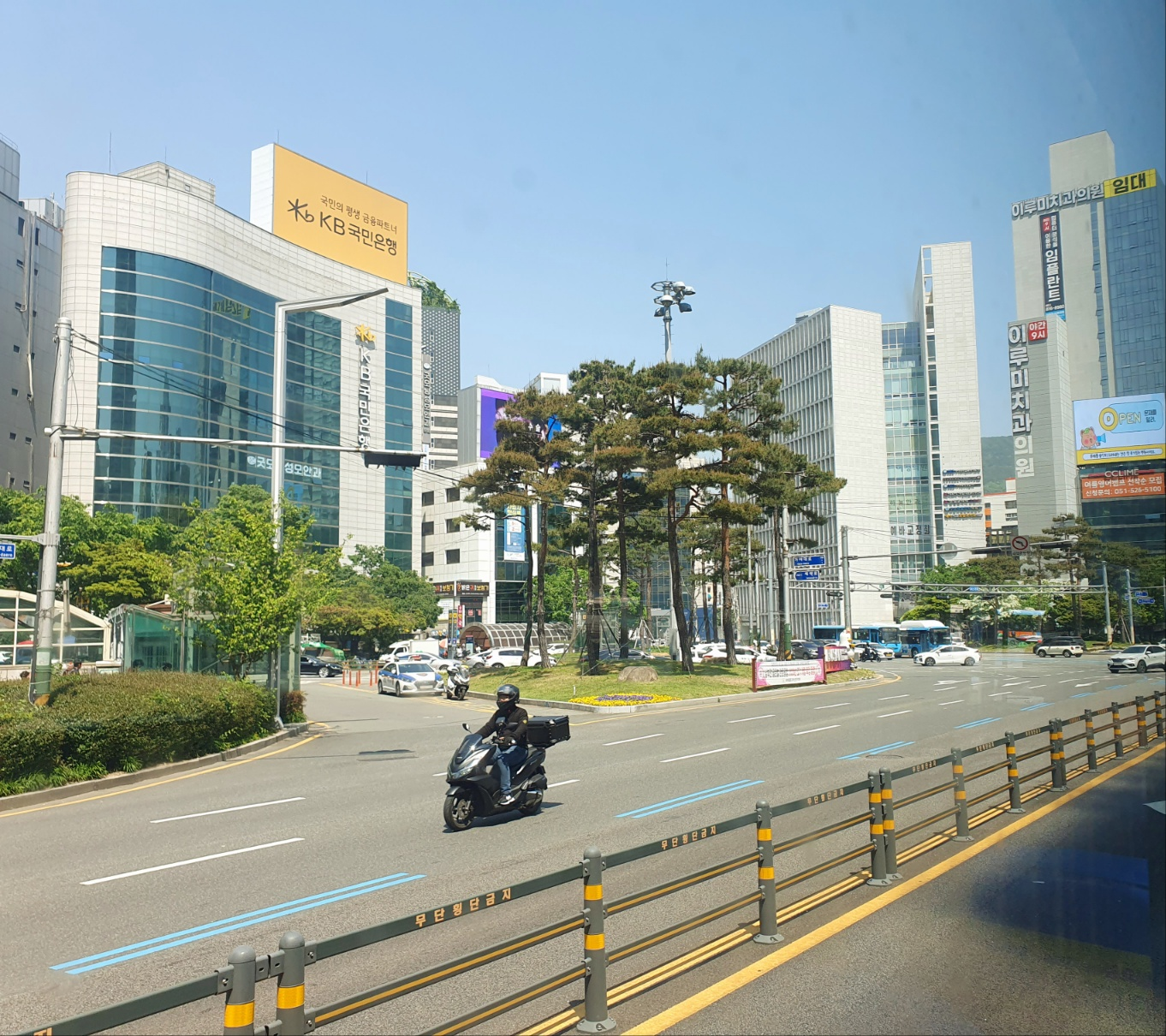
부산 서면 교차로

서면 일대는 서면교차로, 동서고가로 등 주요 결절점이 위치한 지역이다. 서면교차로에서는 중앙대로(남포동, 영도대교 ↔ 시청, 동래, 노포동)와 가야대로(주례, 사상, 남해고속도로방향), 새싹로(초읍방향), 서전로(전포동방향) 등이 연결되어 주변의 도심과 부도심을 이어주고 있는데, 이 인근 지역은 상시 정체구간으로 중앙대로는 가변차로제가 시행중에 있다.
감만동에서 사상까지 이어지는 부산 제2도시고속도로 동서고가로는 서면 남쪽과 서쪽을 감싸고 돌아 남쪽의 범내골램프와 서쪽의 진양램프에서 진· 출입이 가능하다. 서면에서 동서고가로를 이용하면 남해고속도로 및 낙동강 강변도로와 연결되어 타 지역으로의 이동이 수월하다. 더불어 신천대로와 이어진 문전교차로 근처에서 황령터널에 진입하여 대연동과 연결되고, 이어서 광안대로를 통해 해운대와 기장, 울산까지도 빠르게 이동할 수 있다.

### 철도
서면 일대에는 경부고속선과 경부선, 동해남부선 등 대한민국 국토를 가로지르는 간선철도가 다수 통과하는데, 특히 서면중학교 일대는 범일역과 가야역, 부전역 사이를 서로 연결하는 동해남부선, 부전선, 가야선이 삼각선의 형태로 지나고, 경부고속선은 부산역을 출발한 후 동구 초량동에서 이미 지하로 진입하여 금정터널을 통과해 서면 근처를 지하로 지난다.
철도역은 두 개가 위치하며, 범일역은 여객업무를 하지 않으므로 동해남부선과 부전선이 연결되는 부전역만이 직접 이용 가능하다. 서면교차로를 기준으로 800m 거리에 위치한 부전역에서는 가깝게는 기장· 창원· 울산· 경주, 멀리는 대구· 포항· 청량리· 대전· 순천· 광주· 목포까지도 이동이 가능하다. 특히 철도계획과 관련 부전역은 복합환승센터 개발 및 KTX 중간 정차장 건설, 혹은 경부선 일반열차 종착역으로 활용 등 다양한 방안으로의 개발이 구상되고 있어 인근 지역의 재개발이 기대되고 있다.

### 도시철도
서면역은 부산 도시철도 1호선과 2호선이 만나는 환승역으로, 수도권을 제외한 지역에서 가장 많은 승객이 이용하는 도시철도역이다. 특히 3개의 지하상가와 롯데백화점이 연결되어 도시철도와 연계된 상권도 규모가 크다.

## 지명의 유래와 역사
서면(西面)은 부산광역시의 옛 행정구역인 동래의 한 면이었다. 1740년의 《동래부지》에는 서면이 동래부의 7개 면 중 하나였고, 현재 서면으로 불리는 지역의 일부인 전포동 지역에서 연지동· 초읍을 거쳐 만덕동, 사직동, 온천장에 이르는 넓은 지역이 해당되는 것으로 기록되어 있다. 현재 서면으로 불리는 지역의 일부인 부전동의 경우 18세기 당시에는 동평면 부현리에 속하는 지역이었지만, 이후 1904년의 《경상도동래군가호안》에 서면이 서상면과 서하면으로 분리되어 전포동과 함께 서하면에 속하는 지역으로 기록되어 있다. 현재의 서면 지역은 20세기 초반 서상면과 서하면의 중심이었으며, 이전까지 불리던 서면이라는 이름이 중심지의 이름에 남아 계속된 것으로 보인다.
1920년대 초반만 해도 서면교차로는 딸기밭이었고, 주변에는 서면사무소, 경찰서, 서면공립보통학교(현 성지초등학교)와 몇 채 되지 않는 농가가 있었고 대부분 파밭이었다고 한다. 하지만 1915년 초량과 부산진, 서면과 부산진을 오가는 전차 개통으로 교통이 편리해지고 1915년 4월 부산공립제2상업학교(옛 부산상고)가 영주동에서 서면으로 이전하면서 본격적인 발달이 시작되었다. 1936년에는 서면이 동래군에서 부산부로 편입되었고, 이후 1938년부터 4년간 구획정리를 통해 서면교차로에 5개의 방사형의 도로가 생겨나면서 서면이 부산의 중심가로 자리매김했다. 영도에 집중되었던 공업지대가 공업용수가 풍부한 서면으로 일부 이전하면서 주로 군수공장이 주변에 위치했고 정미, 고무, 섬유, 기계공장이 들어서면서 당시 복개되지 않아 배가 지나다녔던 동천을 통해 부산항으로 물자를 수송했다.
이어 한국전쟁의 피란민과 도시를 찾아 온 사람들이 몰려들었다. 전쟁으로 부산상고는 스웨덴병원이 되었고, 부전시장에는 부전역으로 들어온 농산물과 수산물이 집결하여 번성했다. 1968년 사상에 공단이 새로이 조성되면서 일부 공장들이 사상으로 이전했는데 오히려 사상공단에서 퇴근하는 근로자들이 서면에 모여들면서 서면 유흥가가 비약적으로 발전하기 시작했다. 더불어 1995년에는 옛 부산상고가 위치하던 자리에 롯데백화점 부산본점이 입지하고, 1998년에 부산광역시청이 구도심인 남포동, 광복동 인근에서 연산동으로 이전하면서 서면 일대의 상권도 함께 성장하여 부산 최대의 상권이 되었고, 현재는 광복동 일대와 함께 부산광역시의 도심으로 기능하고 있다.

### 부산탑과 서면로터리
서면의 중심인 서면교차로에는 과거 부산탑(釜山塔)이 위치했다. 부산탑은 1963년 1월, 특별시 대신 국내 유일의 정부직할시로 승격된 것을 기념하여 그 해 12월에 건립된 탑이다. 당초 '국가재건비'로 명명된 탑이었으나 부산탑, 혹은 부산 재건의 탑으로 많이 불렸으며 평양예술학교 조각학과를 졸업하고 1·4후퇴 당시 월남한 박칠성(본명 박봉춘)이 제작했다. 탑은 높이 23m, 중간에 자유의 횃불을 든 남녀 청동상이 자리잡고 있었고 탑 상부에는 부산직할시 마크와 오륙도가 형상화되어 있었다. 부산탑은 서면교차로 중심에 위치하여, 당시 지상으로 운영되던 전차가 아치형으로 된 탑 아래를 지나다녔다. 부산의 명물로, 부산시에서 낸 각종 간행물 표지나 포스터에 자주 등장했고 가정집 대문 위에 모형을 두거나, 학생들의 교복 교표로 활용되기도 했다.
1980년 10월 20일, 노포역에서 서대신역까지 부산 도시철도 1호선 기공식이 서면에서 열렸다. 이후 1981년 서면 일대 공사를 위해 철거하였다. 남녀 청동상의 경우 부산박물관 야외전시장에 보존되어 있지만 탑신은 분해되었으며, 탑의 건립 취지가 담긴 비석은 박물관 창고에 보관되다가 2009년에 공개되었다. 현재 부산탑은 모형으로 제작되어 1999년 부산진구청 앞마당에, 2009년 만덕로에 설치해 전시 중이다.
서면교차로는 현재 5개 도로가 교차하는 오거리 형식의 교차로지만 지금도 '서면로터리'로 불리는 것과 같이 얼마 전까지 신호가 없는 로터리(원형교차로) 형식의 도로였다. 1938년부터 4년간 일대 구획정리로 5개의 방사선 도로가 생기면서 오거리 형식의 도로가 최초 형성되었는데, 1957년에 자동차 교통량에 따라 원형교차로가 조성되었고 서면로터리에 지하철 공사가 시작되면서 부산탑이 철거되기까지 약 20여년 간 서면 일대의 차량은 신호등 없이 진입하고 통과했다.